# Kromayer (Adelsgeschlecht)

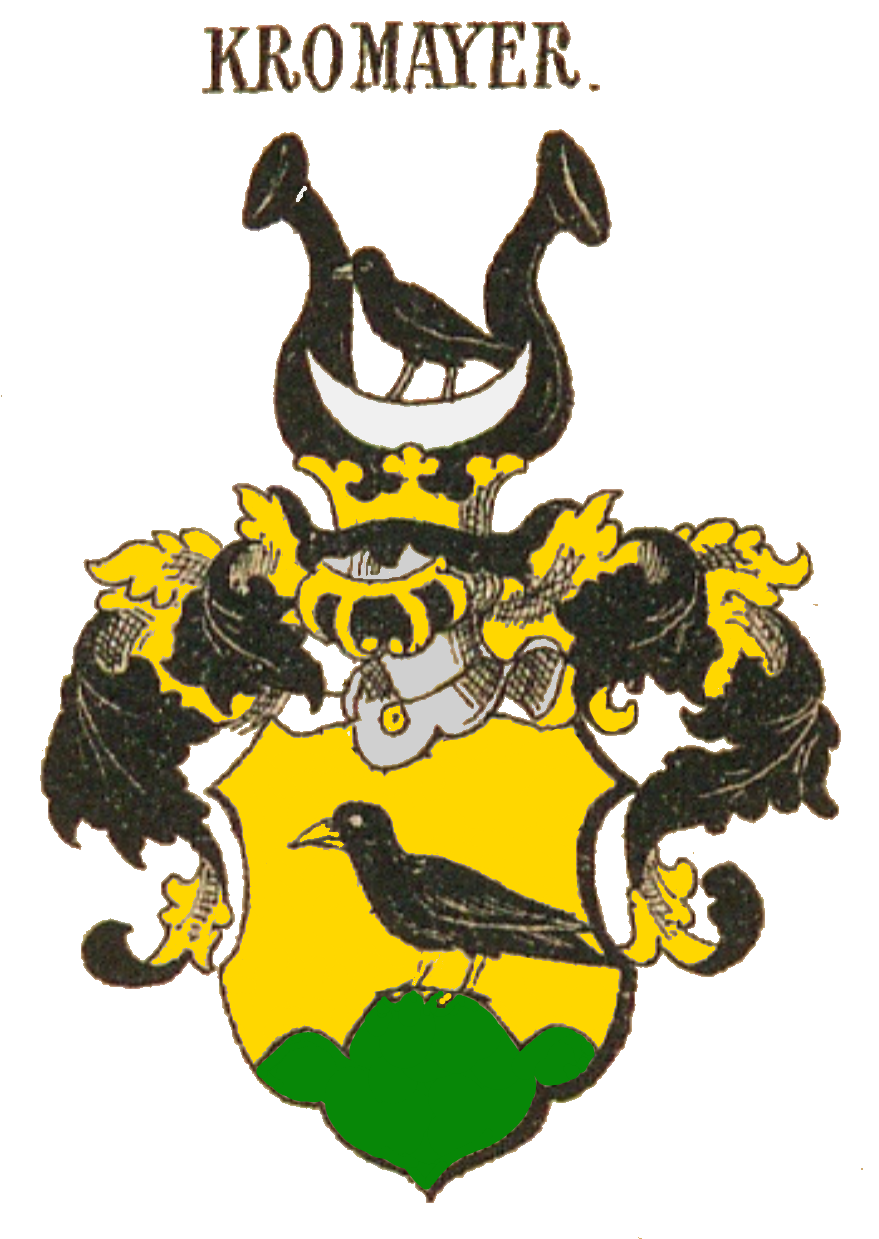
Wappen derer von Kromayer in Siebmachers Wappenbuch (nachkoloriert)

Kromayer war eine in der Lausitz begüterte Familie, die nach der Einwanderung nach Breslau in den Reichsritterstand erhoben wurde, und in der Folge zwei Mal im Adel bestätigt wurde. In Breslau waren die von Kromayer insgesamt fünf Mal im Rat vertreten, später sind sie oft im geistlichen oder akademischen Stand, teilweise als Rat in kaiserlichen Diensten. Zweige der Familie entfalteten sich in Sachsen, Thüringen und im Elsass, wahrscheinlich auch in Frankreich.
Die von Oskar Pusch zusammengestellte Genealogie der Familie Kromayer ist hauptsächlich auf den Aufzeichnungen Albrechts von Reichel begründet.

## Geschichte

### Standeserhebungen
Sinapius berichtete von einem ins Jahr 1460 datierten Wappenbrief derer von Kromayer, der unter Kaiser Maximilian I. erteilte Reichsritterstand wird von Konrad Blažek auf das Jahr 1500 datiert. Im Jahr 1536 besserte König Ferdinand I. das Wappen und bestätigte den alten Adel derer von Kromayer.

### Stammlinie
Thomas Kromayer ist der Stammvater der Familie Kromayer. Er war im Jahr 1440 Bürger in Görlitz. Sein Sohn Leonhard besaß im Kreis Görlitz Hennersdorf, Schützenhain und Moys. Im Jahr 1476 wanderte er nach Breslau aus. Er heiratete im Jahr 1462, noch in der Lausitz, Regina Schwabe. Vor 1483 heiratete er in Breslau seine zweite Ehefrau Regina Kober, Tochter der Agnes Hörnig und des Kaspar Kober, Ratsherr in Breslau. Aus seiner ersten Ehe sind sechs Kinder überliefert, aus der zweiten drei.
aus erster Ehe (soweit relevant):
- Thomas; hatte einen gleichnamigen Sohn
- Regina; ⚭ Hans von Uthmann und Rathen
- Johann (auch: Hans); ⚭ Barbara Pfister genannt Steyren; aus seiner Ehe sind sechs Kinder namentlich überliefert, von denen zu nennen:
  - Barbara ⚭ Fabian Kindler. Kindler war Breslauer Schöffenschreiber, Syndikus und zuletzt kaiserlicher Kammerrat.
- Georg, Begründer des ersten Zweiges

aus zweiter Ehe (soweit relevant):
- Nikolaus; er ertrank im Bürgerwerder, wonach ihm auf dem Oderdamm eine Gedenksäule errichtet wurde.
- August (auch: Augustinus), Begründer des zweiten Zweiges

#### Erster Hauptast
- Georg († nach 1519); ⚭ Barbara Wüstenhube von Goldstein
  - Hieronymus, Begründer eines ersten Asts
  - Georg; ⚭ Gertrud Hörnig
  - Andreas, Begründer eines zweiten Asts
  - Barbara; ⚭ Balthasar von Hörnig
  - Hedwig; ⚭ Hans Rötich
  - Ursula († 1569); ⚭ Niklas Schebitz, königlicher Mann, hochrangiger Ratsherr und Landeshauptmann

##### Erster Ast (im ersten Hauptast)
Hieronymus (* 16. März 1495; † 5. November 1551); wahrscheinlich Kaufmann, gewiss aber über 29 Jahre Ratsherr, zudem erster Kämmerer und königlicher Mann. Er legte den Grundstein zur großen Bastei am Nikolaitor. ⚭¹ Anna von Hörnig; ⚭² Anna von Uthmann und Schmolz. Hieronymus hatte, unklar aus welcher Ehe, sechs Kinder, davon nennenswert:
- Paul († 20. Januar 1590); geriet ins Mühlrad bei der Siebenrad-Mühle an der Ohle, woran er starb. Er wurde in Bettlern begraben. Im Jahr 1560 heiratete er Ursula Jenkwitz genannt von Posadowsky und hinterließ zwei Töchter
  - Gertrud († 1617); ⚭ Georg Hirsch von Kaltenbrunn. Seine Mutter war angeblich Ursula Jenkwitz von Posadowsky, ein „Geschwisterkind der Obigen“ (Vorherigen)
  - Helene († 1617); ⚭ Johann Hollstein († 1617)
- Anna († 7. Dezember 1664); ⚭ Niklas von Uthmann und Schmolz
- Klara; ⚭¹ Kilian von Jenkwitz genannt Posadowsky, Dr. Juris; ⚭² Christoph Pantel; ⚭³ Matthäus von Prockendorf
- Hieronymus; studierte im Jahr 1517 in Leipzig und zog dann nach Döbeln; ⚭ Anna von Kindler, Tochter des vorhin genannten Fabian Kindler aus dessen nächster Ehe. Von den aus Hieronymus Ehe entstammten Kindern sind nennenswert:
  - Hieronymus (* 6. April 1572 in Döbeln; † 30. September 1619 in Plauen); Superintendent und Lizenziat. ⚭ Maria Magdalena Lindner.
    - Augustin (* in Ötzdorf bei Döblen; † 17. November 1638 in Erfurt); Pfarrer
      - Melchior (* 13. September 1626 in Erfurt; † 8. Februar 1696); studierte in Erfurt und in Jena; Archidiakon[1]
        - Johann Abraham (* 1665; † 19. April 1733); studierte in Jena, wurde Diakon und wohl auch Archidiakon.[1]
          - Augustin Gottfried (* 1693); Adjunkt an der philosophischen Fakultät in Jena, wo er auch promovierte und später Pfarrer wurde.[2]

  - Johann (* 8. Dezember 1576 in Döbeln; † 13. Juli 1643); Pfarrer in Eisleben, danach Generalsuperintendent. ⚭ Justina Wagner
    - Ernst Nicolaus Kromayer (* 1626; † 1682), Pfarrer zu Oberweimar und (?) Mellingen, sowie Archidiakon in Weimar[3]
      - Christian Moritz Kromayer (* 30. August 1658 Oberweimar; † 16. August 1723 Oberhofen im Elsass); evangelischer Theologe, Pfarrer bzw. Diakon in Herrlisheim, Bischweiler und Rohrwiller und Hofprediger in der Grafschaft Hanau-Lichtenberg[4]
        - Johann Ernst Gottfried Kromayer (* 14. Dezember 1700 Oberhofen; † 20. September 1790 Buchsweiler), u. a. General-Einnehmer der Grafschaft Hanau-Lichtenberg.[5]

    - Hieronymus (* 18. Januar 1610 in Zeitz; † 3. Juni 1670 in Leipzig); Professor in Leipzig und Domherr in Meißen. ⚭ Anna Justina Schwendendörffer, Tochter des Georg Tobias Schwendendörffer
    - Augustin (* 27. Januar 1619 in Gaspach, Österreich; † 7. November 1670 in Weimar)
      - Friedrich; herzoglicher Floßmeister in Weimar
        - Anna Sophie (* 29. März 1680 in Weimar; † 21. Oktober 1695 in Jena)

##### Zweiter Ast im ersten Hauptast
Andreas (* 1498; † 1567); besaß zwei Häuser in Breslau. Im Jahr 1543 verkaufte er seine Güter Groß- und Klein-Sägewitz (Gallowitz); ⚭ Anna von Schindel
- Anna (* 29. Januar 1612 in Striese, Kreis Trebnitz); ⚭ Lorenz von Heugel, späterer kaiserlicher Rat
- Heinrich, der Ältere (* 1527; † 24. Februar 1597); seit 1570 zeitweise hochrangiger Ratsherr in Breslau. Sein Denkmal befand sich in der Elisabethkirche. ⚭ Martha von Uthmann und Schmolz
  - Regina (* 1553; † 12. Januar 1607) ⚭ Geheimer Rat des Kaisers Ferdinand I.
  - Magdalene (* 1558; † Januar 1632); ⚭ Hieronymus von Uthmann und Rathen
  - Anna ⚭ Nikolaus von Frankenstein
  - Heinrich der Jüngere (* 1560; † 3. November 1618); studierte im Jahr 1578 in Leipzig und wurde im Jahr 1600 für die nächsten 15 Jahre Breslauer Ratsherr, teilweise Kämmerer. ⚭ Magdalena von Winss
    - Martha ⚭ Jakob von Artzat, kaiserlicher Hauptmann
    - Georg Heinrich (* 1616; † 25. Juni 1681); Herr auf Gallowitz; sein Wappenbild hing in der Maria-Magdalenen-Kirche. ⚭ Anna Rosina Schnabel
    - Augustin Heinrich (* 12. Oktober 1612; † 25. Mai 1669); studierte um 1639 in Leipzig, Altdorf und in Leiden. Er war Herr auf Grüneiche, Rothsürben (Kreis Breslau) und Bukowine (Kreis Groß-Wartenberg) und Kriegskommissar. Als Sohn aus reichem Elternhaus absolvierte er die damals übliche Bildungsreise, und zwar durch Dänemark, Niederlande, England, Frankreich und Spanien. Mit dem Schiff kam er nach Hamburg und über Frankfurt (Oder), Thorn und Posen zurück nach Breslau. Er übernahm die geerbten Güter, wurde im Jahr 1641 Ratsherr und heiratete kurz danach Anna Maria Issler, die zweieinhalb Jahre nach der Hochzeit verstarb. Augustin Heinrich war Ratspräses, stellvertretender Landeshauptmann des Fürstentums Breslau und Kellerherr des Schweidnitzer Kellers. In zweiter Ehe heiratete er Ursula Birle von Mahlendorf. Aus zweiter Ehe sind ein Sohn und zwei Töchter überliefert.
      - Ursula Maria (getauft in Breslau am 4. August 1652; † 3. August 1671 in Schützendorf, Kreis Liegnitz); ⚭ Georg Friedrich von Artzat;
      - Anna Magdalena; ⚭¹ Gottfried Kaspar von Kottulinsky; ⚭² Abraham von Seyler

#### Zweiter Hauptast
- August († 12. November 1515); als Breslauer Bürger besaß er die Güter Sponsberg (Kreis Trebnitz) und Bettlern (Kreis Breslau). Starb beim Einsturz eines Tunnels („steinernen Röhre“), als er sich für die angekündigte Ankunft des Königs Ladislaus von Böhmen und Ungarn vorbereiten wollte. ⚭ Hedwig von Prockendorf
  - Augustin († 1. März 1550); er erbte Sponsberg, Bettlern und Dürrjentsch. Er war 1531 in Diensten des Königs, seit 1543 Ratsherr, worauf er im Jahr 1549 verzichtete und sich „in stiller Zufriedenheit, Gott dienend“ auf seine Güter zurückzog. ⚭ Magdalena Pflug von Rabenstein. Augustin hinterließ zwei Söhne, Andreas und Augustin, von denen Andreas sich mit der Tochter des böhmischen Vizekanzlers hochrangig verheiratete, Augustin starb unverheiratet.

### Mögliche Linien
Wahrscheinlich auch zur Familie Kromayer gehörten:
- Johann Gottfried Kromayer; nassau-saarbrückischer Geheimrat
  - Johann Karl August Kromayer (* 22. Juli 1803 in Saarbrücken; † 21. Februar 1866), Saarbrücker Bürgermeister

Ebenso liegt die Verwandtschaft der folgenden nahe:
- Karl (* 1829; † 1915), Gymnasiallehrer in Stralsund und Metz, Gymnasialdirektor in Weißenburg, Elsass; Geheimer Regierungsrat.
  - Ernst Kromayer (* 29. September 1862 in Stralsund; † 6. Mai 1933 in Berlin); Dermatologe
  - Johannes Kromayer (31. Juli 1859 in Stralsund; † 23. September 1934 in Berlin); Althistoriker

## Wappen

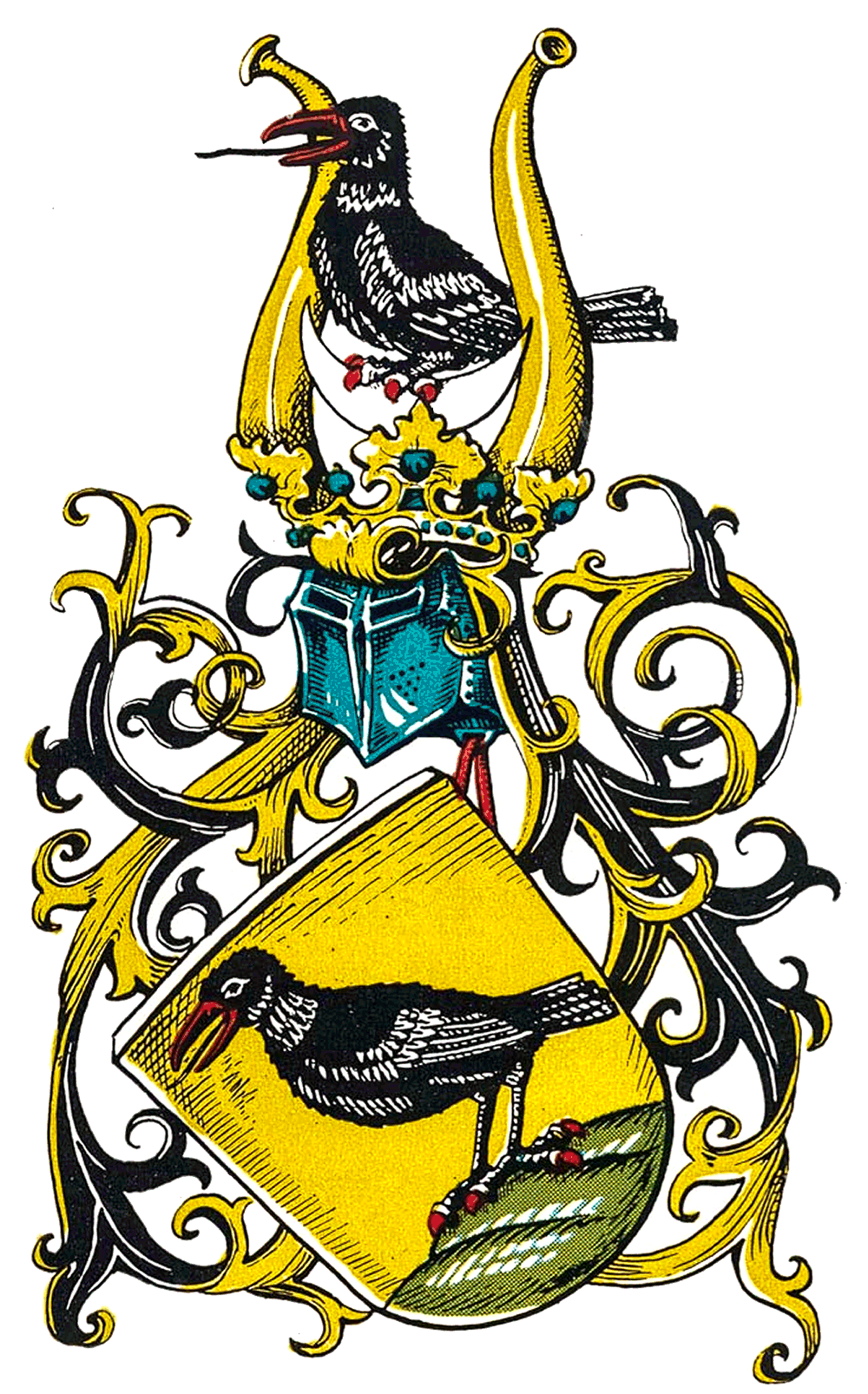
Wappen derer von Kromayer (Rudolf Stein)

Blasonierung: im goldenen Schild eine (heraldisch) rechtsgekehrte schwarze Krähe auf einem grünen Dreihügel. Kleinod: zwei schwarze Hörner, unten belegt mit einem silbernen Mond, worauf sich die Krähe befindet. Decken: schwarz-golden